# غيوروك
غيوروك هي قرية تقع في إقليم أراد في رومانيا. تبعد عن أراد 22 كم.

## السكان
حسب إحصائيات 2002 بلغ عدد سكان القرية 4,065 نسمة.